# Käppala skola

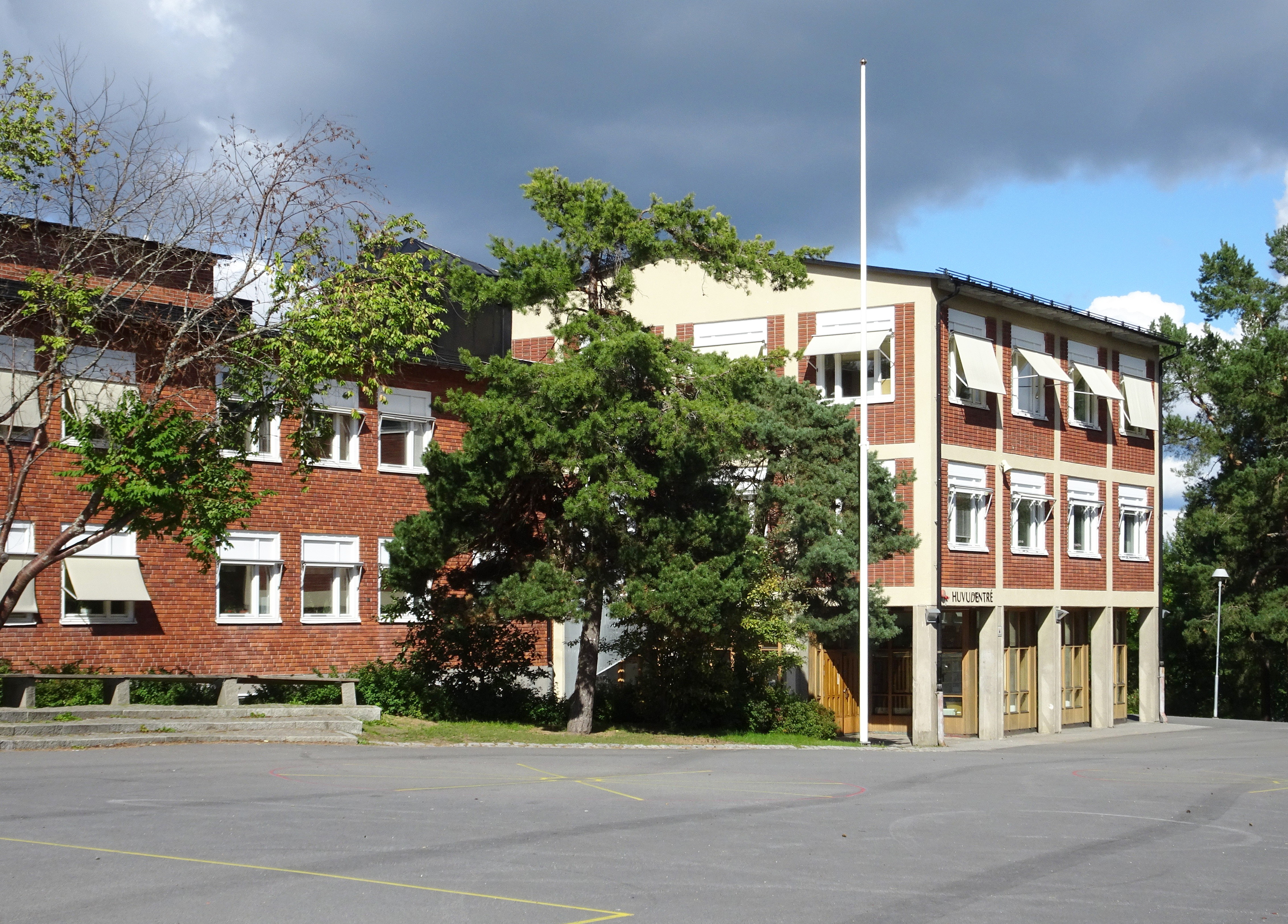
Käppala skola, huvudbyggnad, september 2021.

Käppala skola är en kommunal grundskola belägen vid Killingevägen 13 i kommundelen Käppala i Lidingö kommun. Käppala skola erbjuder undervisning från förskoleklass upp till och med årskurs 9.

## Bakgrund
Den första skolan i Käppala öppnades 1873 på privat initiativ genom grosshandlaren Edward Francke. Den första skolan i kommunal regi uppfördes 1921 vid nuvarande Herkulesvägen. Den ritades av arkitekten Arvid Klosterborg. Byggnaden innehöll fyra stora klassrum och en länge diskuterad utbyggnad kom aldrig till stånd. Viss skolverksamhet pågick fram till 1970.

## Byggnad

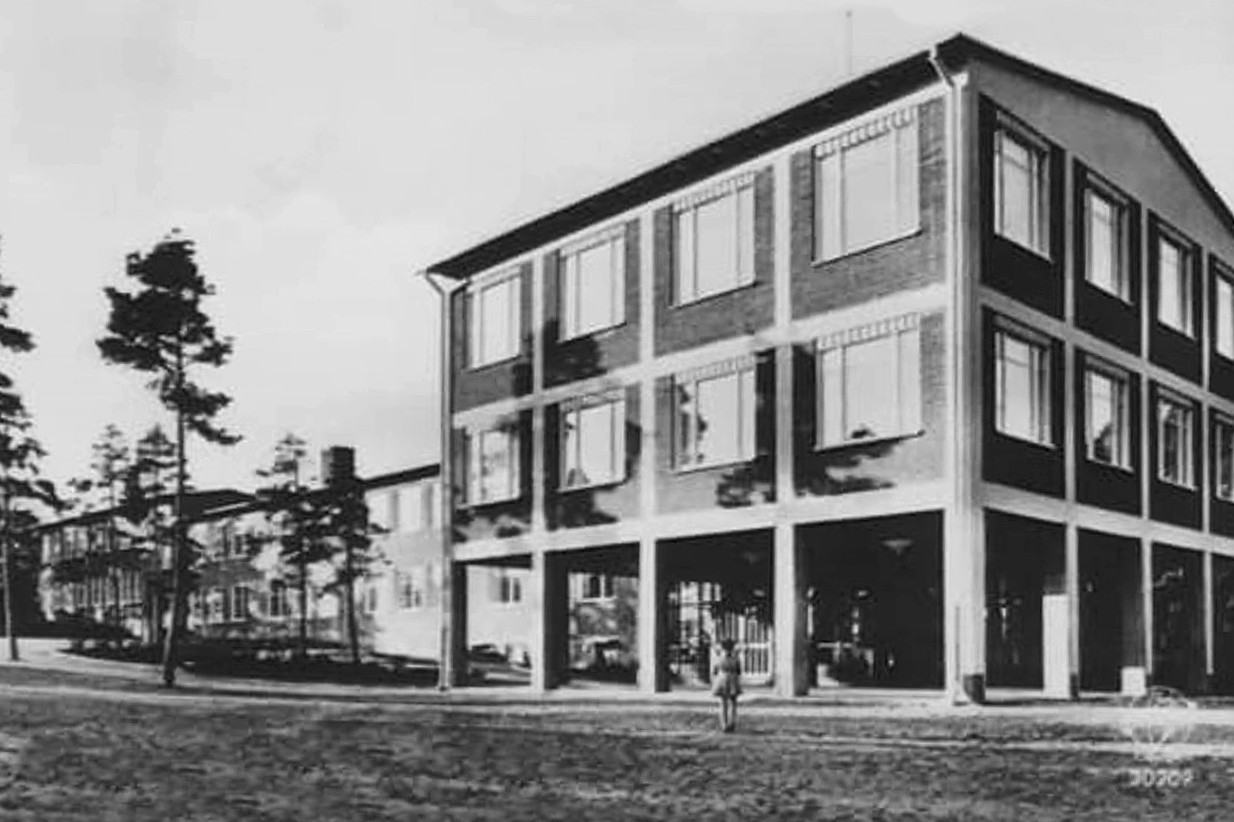
Huvudbyggnaden med klassrumslängan i bakgrunden, efter invigningen 1954.

Nuvarande Käppala skola uppfördes i flera etapper. Den första ritades av arkitekt Tore Axén och stod inflyttningsklar till höstterminen 1954. Axén var bosatt på Lidingö och anlitades ofta som arkitekt för skolhusbyggnader. Huvudentreprenör var AB Vägförbättringar.
Axén ritade skolhuset i en lågmäld tidstypisk arkitektur som väl infogar sig i platsens natur med hällmarker och höga tallar. Anläggning består av flera byggnader. Huvudbyggnaden har tre våningar och innehåller bland annat ämnesrum, expedition och matsal samt skolkök. Därifrån sträcker sig flera klassrumsflyglar i två våningar. 
Fasadmaterialet består av rött murtegel som accentuerades av en tegelinfattad skolklocka. Den konstnärliga utsmyckningen utgörs av Lars Anderssons bronsskulptur ”Älgen” som restes 1962 på skolgården. Idag består anläggningen av sex byggnader (Hus A–E) med olika funktioner, bland dem Hus A (huvudbyggnad), Hus C (idrotten), Hus D (hantverkshuset), Hus E (kulturen) och Hus F (förskoleklasser).

## Verksamhet
Käppala skola är en så kallad F-9 skola som besöktes 2019  av cirka 600 elever från förskoleklass upp till och med årskurs 9. Vid skolan ligger Käppala gymnastikhall som passar för många olika typer av inomhusidrott; basket, volleyboll, handboll, innebandy, badminton, tennis, gymnastik och fotboll. Hallen mäter 40 x 20 meter och har invändig takhöjd på 7 meter. Intill ligger Käppala bollplan med konstgräs.

### Bilder

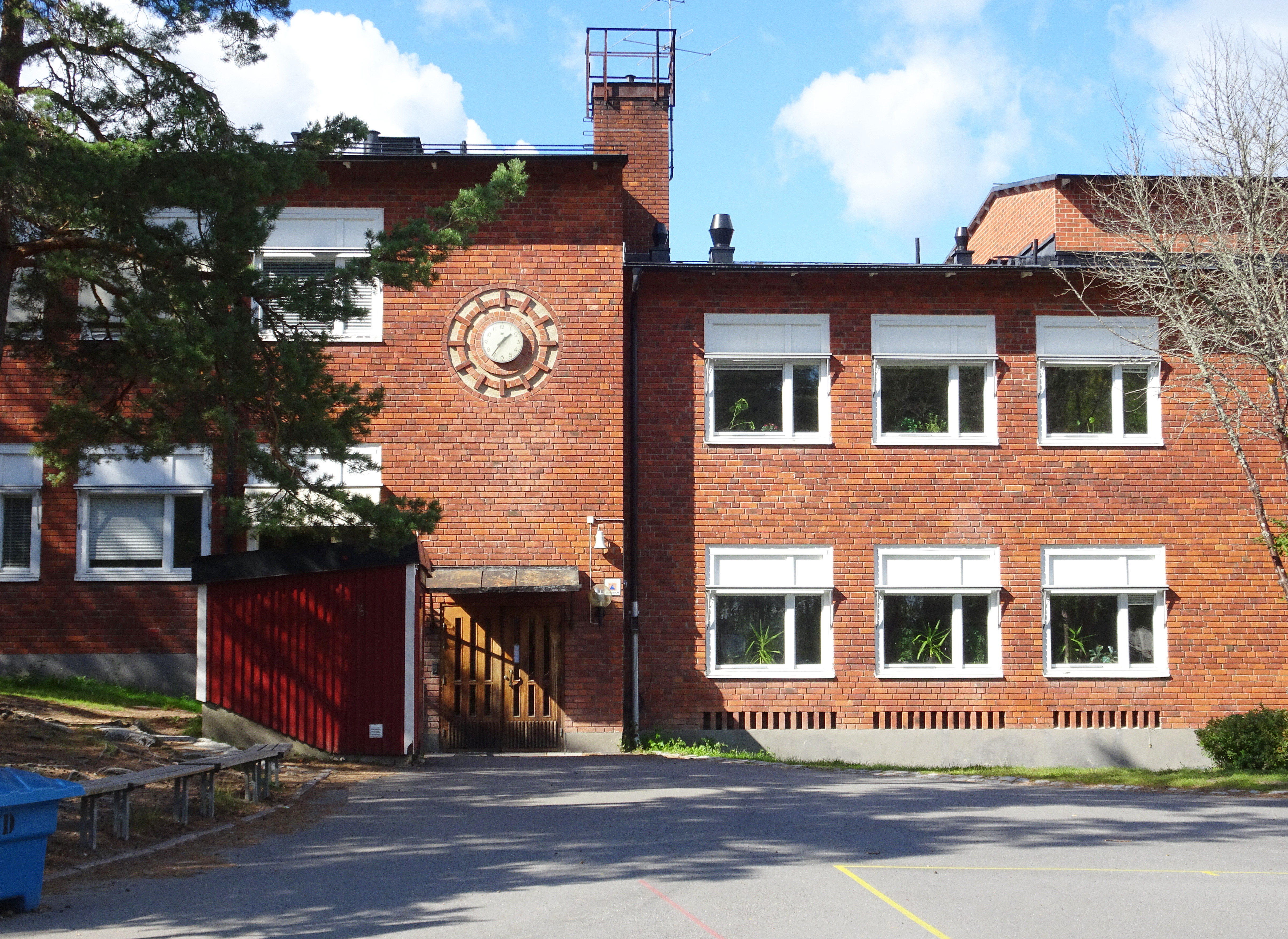
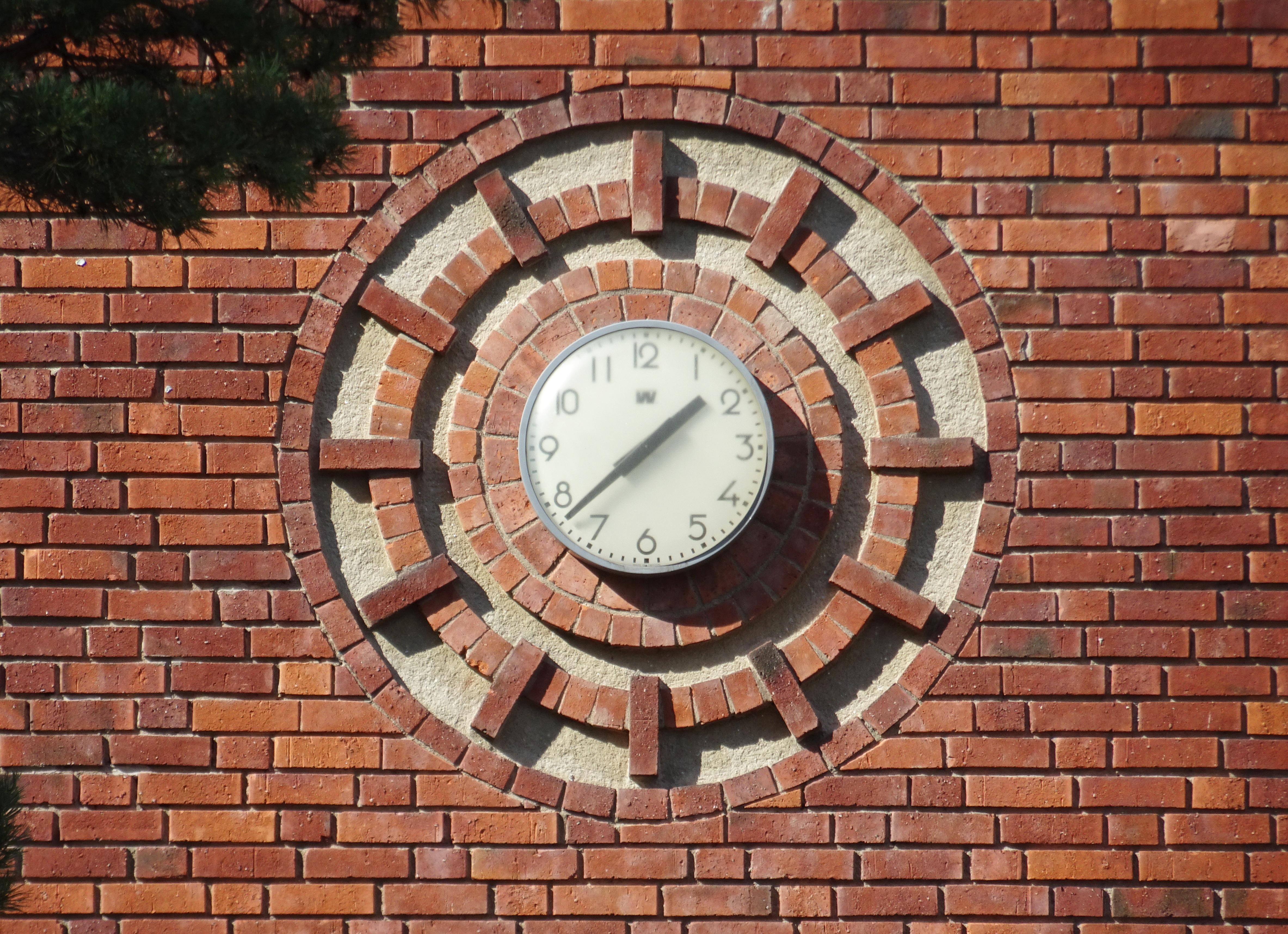
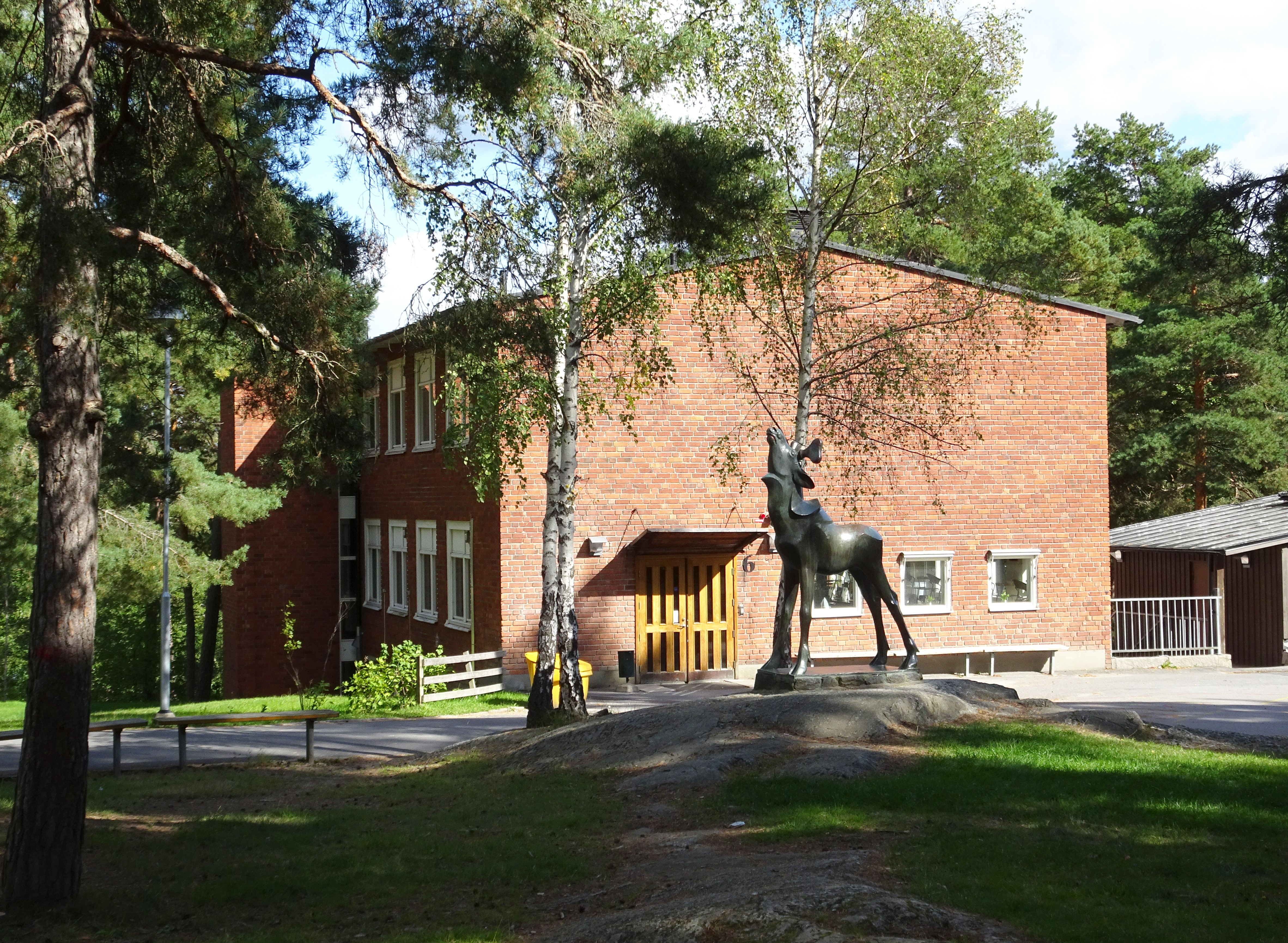
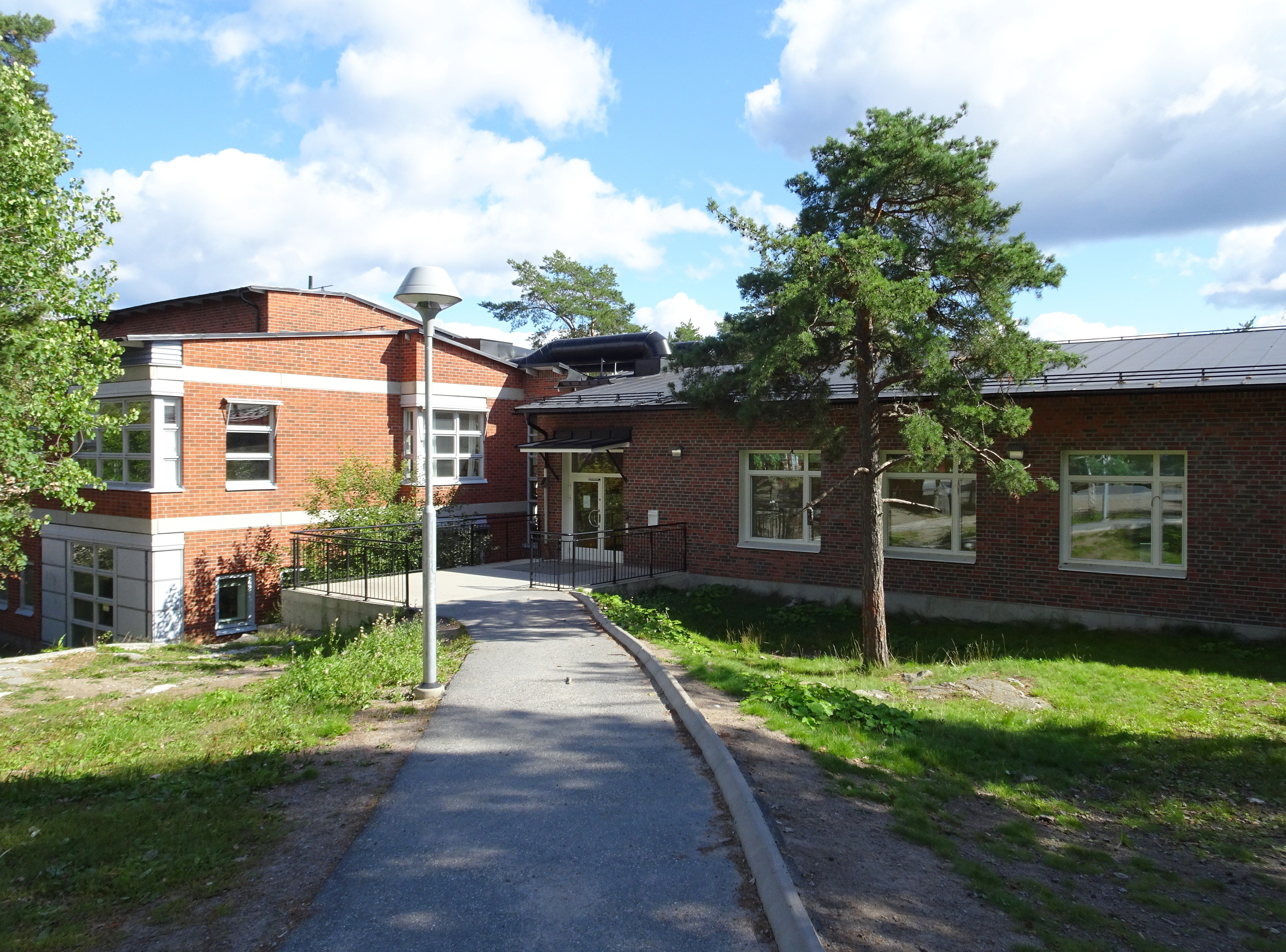